# Wawilowo (Kaliningrad)
Wawilowo (russisch Вавилово, deutsch Bregden) ist ein Ort im Südwesten der russischen Oblast Kaliningrad im Stadtkreis Mamonowo.

## Geographische Lage
Wawilowo liegt vier Kilometer nördlich des Stadtzentrums von Mamonowo (Heiligenbeil) und östlich der Bahnstrecke Kaliningrad–Mamonowo.

## Ortsname
Die deutsche Namensform deutet auf die hier in der Gegend zahlreich vorkommenden Elche (braydis = Elch) hin.

## Geschichte
Bregden wurde im Jahre 1338 erstmals urkundlich erwähnt, als der Pruße Nacoke von Pobrayden als Besitzer festgestellt wurde. 
Mitte des 15. Jahrhunderts erwarb die Familie von Massenbach Dorf und Gut Bregden. 1460 wurde das Gut verkauft und kam an die Familie von der Groeben. Durch Heirat gelangte der Besitz dann an die Familie von Portugall, danach an die Familie Unruh, bis er 1766 verkauft wurde.
Fast ein Jahrhundert lang war dann die Familie Buttlar Eigentümerin. 1852 erwarb der Kaufmann Wilhelm Wien das Rittergut Bregden. In seiner Familie wurde es weitervererbt. Friederike Clara Wienb heiratete Otto Meyer (später österreichisch-ungarischer Generalkonsul und Obervorsteher der Königsberger Kaufmannschaft) und brachte Bregden in die Ehe ein. Meyers dritte Frau war die letzte deutsche Besitzerin von Bregden.
Am 11. Juni 1874 wurde aus dem Gutsbezirk Bregden und den Landgemeinden Rosenberg (heute russisch: Krasnoflotskoje) und Steindorf (Pokrowskoje) der Amtsbezirk Bregden gebildet. Im Jahre 1910 zählte der Gutsbezirk Bregden 219 Einwohner. Am 31. März 1921 wurden die Gutsbezirke Wangnicken und Newecken (Timirjasewo) in den Gutsbezirk Bregden eingegliedert. Am 18. Juni 1924 erfolgte die Eingliederung von Gabditten.
Bis 1929 wurde Bregden in Teilen unterschiedlich umgegliedert. Am 30. September 1928 wurde es nach Steindorf eingemeindet. Der Amtsbezirk Bregden wurde am 13. September 1929 in „Amtsbezirk Steindorf“ umbenannt.
Bis 1945 gehörte Bregden zum Landkreis Heiligenbeil der preußischen Provinz Ostpreußen. Seit 1950 heißt das Dorf Wawilowo (der Name Wawilowo kommt in der Russischen Föderation mehrfach vor) und gehört heute zum Stadtkreis Mamonowo in der Oblast Kaliningrad.

## Kirche
Bregden gehörte mit seiner mehrheitlich evangelischen Bevölkerung bis 1945 zum Kirchspiel Heiligenbeil (Mamonowo) in der Kirchenprovinz Ostpreußen der Kirche der Altpreußischen Union. Die letzten deutschen Geistlichen waren die Pfarrer Paul Bernecker und Hans Krumm. Hier heute lebende evangelische Kirchenglieder sind in die evangelisch-lutherische Auferstehungskirchengemeinde in Kaliningrad eingegliedert.